# Хуан Пабло Дуарте
Хуан Пабло Дуарте (ісп. Juan Pablo Duarte; 26 січня 1813, Санто-Домінго — 15 липня 1876, Каракас) — політичний діяч Домініканської Республіки, герой національно-визвольного руху цієї країни.

## Біографія

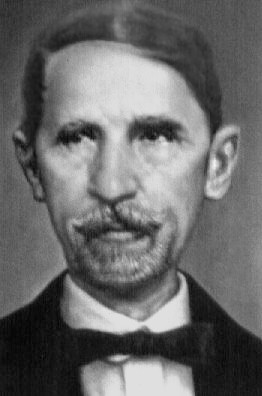

Х. П. Дуарте народився в дрібнобуржуазній сім'ї в Санто-Домінго, в центрі іспанської колонії Еспаньйола (нині — Домініканська республіка). У 1827—1832 роках він вивчав філософію та право в Іспанії і США. У 1832 році, після повернення в Санто-Домінго, він разом з Рамоном Мелья та Франциско Санчесом створив підпільну організацію La Trinitaria, метою якої було створення на Еспаньйолі незалежного від Іспанії держави. Після захоплення території Еспаньйоли військами сусіднього Гаїті Х. П. Дуарте вирушив в еміграцію. У 1844 році, коли його родина була звільнена спільними домінікано-іспанськими силами, він повернувся до Санто-Домінго. Під час проголошення незалежності країни Дуарте запропонували пост президента, від якого він відмовився, висловившись за проведення вільних виборів на Еспаньйолі. Після збройного заколоту генерала Сантани, в результаті якого Еспаньйола знову стала належати Іспанії, Дуарте знову був змушений покинути батьківщину.
У 1864 році, після того, як Домініканська Республіка остаточно відокремилася від Іспанії, Х. П. Дуарте ненадовго повернувся на батьківщину. Тут його політичні погляди вступили в конфлікт з політикою тодішнього президента Сальседо, і революціонера знову вигнали з країни. Помер Х. П. Дуарте у Венесуелі.

## Посмертне визнання
У 1884 році останки революціонера перепоховали на батьківщині. Посмертно йому надали титул Батько Вітчизни (ісп. Padre de la Patria) і нині його називають головним національним героєм Домініканської Республіки. На його честь названі вулиці в усіх містах цієї країни та найважливіше стратегічне шосе, що перетинає острів з півночі на південь. Найвища гора Домініканської Республіки зветься пік Дуарте. Його ім'я носить також одна з провінцій Домініканської Республіки (провінція Дуарте).
Портрет Х. П. Дуарте зображено на монетах номіналом 1, 5, 10, 25 сентаво, 1/2 і 1 песо Домініканської Республіки (випуску 1976, до сторіччя з дня смерті), на золотій монеті номіналом 200 песо (1977 рік), на монетах номіналом 1, 5, 10, 25 сентаво, 1/2 і 1 песо випуску 1978—1981 років, на монеті номіналом 10 сентаво випуску 1983—1987 років та 1 песо випусків 1991—2002 років; на банкноті номіналом 100 песо.
Х. П. Дуарте належить офіційний девіз Домініканської Республіки «Dios, Patria y Libertad» (Господь, Вітчизна та Свобода).